# 莲叶桐科
莲叶桐科（学名：Hernandiaceae）为樟目的一个科。

## 下级分类
本科包括以下属：
- 旋翼果属 Gyrocarpus Jacq.
- 杨樟属 Hazomalania Capuron
- 莲叶桐属 Hernandia L.
- 青藤属 Illigera Blume
- 九节桂属 Sparattanthelium Mart.